# Raufoss Mk 211

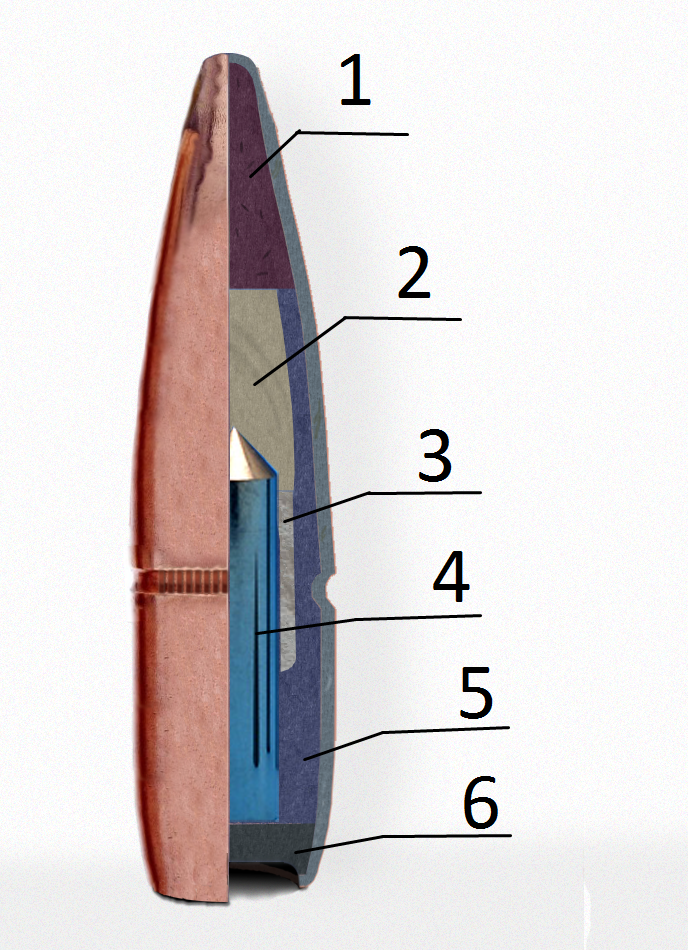
1 Зажигательная смесь (инициатор)
2 Взрывчатое вещество
3 Циркониевая втулка (зажигательный состав)
4 Бронебойный сердечник из карбида вольфрама
5 Стакан из мягкой стали
6 Свинец

Raufoss Mk 211 — многоцелевая пуля калибра (12,7×99 мм NATO, .50 BMG) предназначена для борьбы с легкобронированными целями, первоначально разработана норвежской компанией NAMMO Raufoss AS как модель NM140 MP. Обычно называется просто «Raufoss», окончание «Mk 211» происходит от спецификации «Mk 211 Mod 0» используемой американскими войсками для этой пули.
Пуля, подобно обычным бронебойно-зажигательным, имеет бронебойный твердосплавный сердечник (карбид вольфрама на кобальтовой связке) и зажигательный состав перед ним. На дистанции 400 м пуля пробивает 16 мм стальной бронелист. Однако, в отличие от стандартных БЗ пуль, зажигательный состав в носике используется в основном, как инициатор для заряда ВВ (RX51-PETN или RDX Comp A4), который к этому времени затягивается в образованную сердечником пробоину. Состав инициатора подобран так, что подрыв ВВ с разбрызгиванием основного зажигательного компонента (циркониевого порошка) происходит на расстоянии 30-40 см за преградой. Этим достигается способность нанести значительный урон живой силе противника находящейся внутри. Вообще же, образовавшиеся частицы горящего циркония (около 20 штук) могут поджечь легко-воспламеняемые материалы на расстоянии до 15 м. Патрон предназначен для применения против вертолетов, самолетов, бронированных и не бронированных транспортных средств. Разрушения от пули сравнимы с разрушениями от снаряда легкой 20 миллиметровой пушки.
Существуют большие сомнения в легальности применения подобных боеприпасов и поэтому патрон позиционируется, как «антиматериальный» (не предназначенный для стрельбы по живому противнику). Mk 211 очень популярна как пуля для снайперской стрельбы, для использования в винтовке Барретт М82 и других крупнокалиберных снайперских винтовках. Также используется в крупнокалиберных пулемётах, например Браунинг M2. Из-за её популярности несколько американских производителей вооружения производят патрон согласно лицензии от NAMMO Raufoss AS.